# 稲田浩司
稲田 浩司（いなだ こうじ、1964年3月14日 - ）は、日本の漫画家。男性。東京都荒川区日暮里出身。
主に集英社の『週刊少年ジャンプ』、『月刊少年ジャンプ』(現在は月刊少年ジャンプの後継誌の『ジャンプSQ』)で執筆している。代表作は漫画原作者の三条陸とのコンビによる『DRAGON QUEST -ダイの大冒険-』、『冒険王ビィト』。

## 略歴
1985年、「ルージュ・マジック」でデビュー。1987年、「クソッタレだぜェ!!」（『週刊少年ジャンプ』52号掲載）で本誌デビュー。1989年45号より『週刊少年ジャンプ』にて「DRAGON QUEST -ダイの大冒険-」（原作：三条陸、監修：堀井雄二）を連載、1996年52号で終了。1998年、『赤マルジャンプ』で「イルカ岩で…」を掲載。
2001年に『月刊少年ジャンプ』誌上にて「DRAGON QUEST IV外伝 -地獄の迷宮-」（原作：三条陸、監修：堀井雄二）を掲載。2002年4月号より『月刊少年ジャンプ』にて三条陸とのコンビで「冒険王ビィト」を連載。これもメディアミックスが行われ単行本も10巻を越えるが、稲田の体調不良のため2006年8月号を最後に休載、同誌も翌年に休刊していた。
2015年12月21日発売の『週刊少年ジャンプ』誌上にて、「冒険王ビィト」の連載再開の告知が行われ、2016年4月15日発売の『ジャンプSQ.CROWN 2016 SPRING』より連載が再開した。

## 作品

### 漫画
- クソッタレだぜェ!!（1988年、週刊少年ジャンプ、集英社、全1巻） - 短編集
- DRAGON QUEST -ダイの大冒険-（1989年、週刊少年ジャンプ、集英社、全37巻、文庫版全22巻）
- イルカ岩で… (1998年、赤マルジャンプ週刊少年ジャンプ特別編集増刊’98SUMMER )
- DRAGON QUEST IV外伝 -地獄の迷宮-（2001年、月刊少年ジャンプ、集英社、全1巻）
- 冒険王ビィト（2002年、月刊少年ジャンプ、集英社、既刊18巻） - 2016年よりジャンプSQ.CROWNで連載→2018年よりSQ.RISEに移籍

### ゲーム
- ドラゴンクエスト ダイの大冒険 クロスブレイド（メイロ&ダムドのキャラクターデザイン）[3]

### ラジオ
- TOKYO M.A.A.D SPIN「ゆう坊＆マシリトのKosoKoso放送局」（2023年11月27日深夜、J-WAVE） - 三条陸と共にゲスト。MCは鳥嶋和彦[4]

## 関連人物

### 師匠
- うすね正俊[1]
- 桂正和[1][5]
- 黒岩よしひろ[6]

### アシスタント
- 有賀照人[7]
- うすた京介[8]